# Sønderhavskovene
Sønderhavskovene ved Flensborg Fjord, er et skovområde mellem Kruså og Gråsten, på ca. 250 hektar som består af skovene Kelstrup Fredskov, Rønshovedskovene, Hønsnap Skov, Gårdbæk skov og Waldeck Skov og flere private skovparceller. Staten ejer 3/4 af skovarealet, og området hører under Kelstrup skovpart, der igen er en del af Gråsten Statsskovdistrikt.,
Skovene ligger langs et bakkestrøg, der er afsat under istiden. Det gør at skovene er meget varierede i deres opbygning. Nogle steder er der leret bund, og andre steder er jorden mere gruset. De fleste skovområder er meget bakkede. I de østlige dele skråner de stærkt ned mod Flensborg Fjord. Der er dybe slugter med kilder på bakkesiderne og bække med rent vand i bunden.

## Natur og turisme
Sønderhavskovene har et rigt dyreliv med mange forskellige dyrearter. Langs skovenes mange vandløb er det muligt at se grave med ræv og grævling. Skovenes morænebakker med vekslende undergrund og forskellige skovbevoksninger danner voksesteder for mange forskellige plantearter..
Man kan opleve Sønderhavskovene langs Fjordvejen og ad skovvejen Frueskovvej. Der er bilkørsel tilladt igennem plantagen ad Byglængvej og Stokkebrovej. Man kan man følge den afmærkede vandrerute. Det tager ca. 2 timer at gå hele ruten igennem. Hvis man starter på p-pladsen i Hønsnap Skov ved Fjordvejen, kan man f.eks. vælge kun at gå runden omkring Springom Dammene. En mellemlang rute kan laves ved at undlade delen i Kelstrup Fredskov.
I Waldeck Skov ved Østerskovvej er der en primitiv overnatningsplads med bord, bænke og bålsted. Der er fri teltning i Waldeck Skov og i Rønshovedskovene.